# Pablo Corral Embade
Pablo Corral Embade (25 de enero de 1972) es un deportista español que compitió en natación adaptada. Ganó seis medallas en los Juegos Paralímpicos de Verano entre los años 1988 y 1996.

## Palmarés internacional
| Juegos Paralímpicos | Juegos Paralímpicos      | Juegos Paralímpicos | Juegos Paralímpicos |
| Año                 | Lugar                    | Medalla             | Prueba              |
| ------------------- | ------------------------ | ------------------- | ------------------- |
| 1988                | Seúl (Corea del Sur)     | Medalla de plata    | 100 m espalda B2    |
| 1992                | Barcelona (España)       | Medalla de plata    | 50 m libre B2       |
| 1992                | Barcelona (España)       | Medalla de plata    | 100 m libre B2      |
| 1992                | Barcelona (España)       | Medalla de bronce   | 100 m mariposa B1-2 |
| 1992                | Barcelona (España)       | Medalla de bronce   | 200 m estilos B2    |
| 1996                | Atlanta (Estados Unidos) | Medalla de plata    | 50 m libre B2       |